# Municipio de Plum (Pensilvania)
El municipio de Plum (en inglés: Plum Township) es un municipio ubicado en el condado de Venango en el estado estadounidense de Pensilvania. En el año 2000 tenía una población de 1.060 habitantes y una densidad poblacional de 15.4 personas por km².

## Geografía
El municipio de Plum se encuentra ubicado en las coordenadas 41°34′00″N 79°52′59″O / 41.56667, -79.88306.

## Demografía
Según la Oficina del Censo en 2000 los ingresos medios por hogar en la localidad eran de $37,800 y los ingresos medios por familia eran $39,511. Los hombres tenían unos ingresos medios de $30,500 frente a los $20,313 para las mujeres. La renta per cápita para la localidad era de $14,578. Alrededor del 8,2% de la población estaban por debajo del umbral de pobreza.